# 오하마나호
오하마나호(MV Ohamana)는 청해진해운 소유로, 인천~제주 항로에 운항하는 여객선이다. 세월호 침몰 사고로 논란의 상태가 성립된 여객선이다.

## 제작 및 도입
1989년 9월 일본 미쓰비시 중공업 시모노세키 조선소에서 건조한 연락선이자 카페리이다. 건조 후 일본 오시마 운수(현 마루에이 페리)에서 '페리 아케보노'(フェリーあけぼの)라는 이름으로 가고시마시~오키나와현 나하시 사이를 2003년 2월까지 운항하였다. 퇴역 한 달 뒤인 2003년 3월, 청해진해운에서 인천~제주 사이를 운항하기 위해 들여왔다. 한편 오시마 운수는 마루에이 페리로 사명을 변경한 후 새 배를 들여와 2008년 6월에 2대 페리 아케보노 호를 가고시마~나하 항로에 취항시켰다. 오하마나호의 명칭 유래는 동남 방언으로, '아니 벌써'라는 뜻의 하마나에서 따온 합성어이다.한동안 외국으로 팔렸다가 2018년 4월 18일 방글라데시 치타공부근 항구에서 해체되면서 현재는 볼수 없게 되었다.

## 구조 변경
오하마나호의 여객 정원은 2003년 3월 국내 취항 당시 695명에서 2014년 현재 35%가 증가한 937명으로 늘었다. 화물 수송 능력도 컨테이너 적재 한도가 109개에서 180개로 증가했다.

## 사고 발생
2011년 4월과 2013년 2월 두 차례 바다에서 엔진 고장으로 5시간 동안 표류하여 이용객들이 불편을 겪은 적이 있다.

### 2011년 4월
2011년 4월에 엔진 고장으로 5시간 동안 바다 한가운데 멈춰 서 승객들에게 큰 불편을 끼친 바 있다. 오하마나호는 당시 승객 622명을 태우고 인천항을 출항한 지 30분 만에 엔진 고장으로 운항을 중단했다. 여객선은 해상에서 긴급수리를 마친 뒤 5시간여 만에 인천항으로 회항했다.

### 2013년 2월
2013년 2월에 옹진군 대이작도 인근 해상에서 5시간가량 표류했다. 사고는 발전기 쪽 연료 필터에 결함이 발생한 데 따른 것으로 조사됐다. 이 사고로 여객선은 도착 예정시간보다 6시간가량 늦게 인천항에 입항했다. 승객 250여 명 중 일부는 환불을 요구했지만 청해진해운은 환불 요건에 해당되지 않는다며 거부해 승객들이 항의하는 소동이 빚어졌다.

## 같이 보기
- 페리 아케보노(ja:フェリーあけぼの (初代))
- 마루에이 페리